# NGC 6755
NGC 6755 (również OCL 96) – gromada otwarta znajdująca się w gwiazdozbiorze Orła. Znajduje się na zachód od δ Aql, ma jasność 7,5m i zawiera około setki gwiazd. Została odkryta 30 lipca 1785 roku przez Williama Herschela. Jest położona w odległości ok. 4,6 tys. lat świetlnych od Słońca.